# Barbara Kozłowska (opozycjonistka)
Barbara Halina Kozłowska (ur. 5 lipca 1956 w Gliwicach) – polska opozycjonistka, współzałożycielka Niezależnego Zrzeszenia Studentów.

## Życiorys
Urodzona w Gliwicach, tam uczęszczała do szkoły podstawowej a następnie do IV Liceum Ogólnokształcącego w tym mieście. Po uzyskaniu matury w 1975 roku wstąpiła na Wydział Architektury Politechniki Śląskiej. Od 1978 roku do 1980 roku pracowała też jako nauczycielka matematyki w Szkole Podstawowej Nr. 28 w Gliwicach, a w 1980 roku podjęła pracę w Hucie 1 maja. Współpracowała z Komitetem Obrony Robotników, kolportując pismo „Robotnik”. 
W sierpniu 1980 roku wzięła udział w strajku w hucie i zaangażowała się w tworzenie niezależnej organizacji studentów na Politechnice Śląskiej i na poziomie ogólnokrajowym.
Od 13 grudnia 1981 do 1 sierpnia 1982 internowana. Po zwolnieniu z internowania działała w strukturach opozycyjnych, kolportując nielegalne wydawnictwa, współdziałała z Duszpasterstwem Ludzi Pracy (współzałożyła koło przy parafii Podwyższenia Krzyża Świętego w Gliwicach), wspomagała osoby prześladowane i potrzebujące pomocy. Należała do Ruchu Wolność i Pokój.   
W latach 1985-1989 pracowała w Biurze Projektów Miastoprojekt w Gliwicach. Później prowadziła pracownię konserwatorską i kierowała działem muzealnym w Muzeum Górnictwa Węglowego w Zabrzu.

## Odznaczenia
- Krzyż Kawalerski Orderu Odrodzenia Polski (2009)[2]
- Krzyż Wolności i Solidarności (2017)[2]